# 16P/Brooks
16P/Brooks, appelée également Brooks 2, est une comète périodique découverte par William Robert Brooks le 7 juillet 1889, mais qui ne put détecter aucun déplacement. Il put confirmer la découverte le matin suivant, ayant vu que la comète s'était déplacée vers le nord. Le 1er août 1889, le fameux chasseur de comètes Edward Emerson Barnard découvrit deux fragments de la comète désignés "B" et "C" situés à 1 et 4,5 minutes d'arc de distance. Le 2 août, il en trouva à nouveau quatre ou cinq, mais ceux-ci n'étaient plus visibles le lendemain. Le 4 août, il observa deux nouveaux objets, désignés "D" et "E". "E" disparut la nuit suivante et "D" fit de même la semaine suivante. Au milieu du mois, "B" d'abord plus lumineux devint plus faible et disparut finalement au début de septembre. "C" parvint à survivre jusqu'à la mi-novembre 1889. Aucun nouveau noyau ne fut découvert avant qu'elle ne soit plus visible, le 13 janvier 1891.
La fragmentation a probablement été causée par le passage de la comète à l'intérieur de la limite de Roche de Jupiter en 1886, quand elle passa deux jours à l'intérieur de l'orbite de Io. Après l'apparition ayant conduit à sa découverte, la comète a toujours été plus de deux magnitudes plus faible et aucun fragment n'a été vu depuis 1889. La comète principale est revue épisodiquement; selon le JPL, la dernière observation remonte à janvier 2021.